# Маріке ван Дорн
Маріке ван Дорн (нід. Marieke van Doorn, 15 червня 1960) — нідерландська хокеїстка на траві.
Олімпійська чемпіонка 1984 року, бронзова призерка 1988 року.
Переможниця Трофею чемпіонів 1987 року.